# Josef de Souza Dias
Josef de Souza Dias, noto anche con lo pseudonimo di Souza (Rio de Janeiro, 11 febbraio 1989), è un calciatore brasiliano, centrocampista o difensore del Vasco da Gama.

## Statistiche

### Presenze e reti nei club
Statistiche aggiornate al 22 febbraio 2024.
| Stagione          | Squadra             | Campionato        | Campionato | Campionato | Coppe nazionali | Coppe nazionali | Coppe nazionali | Coppe continentali | Coppe continentali | Coppe continentali | Altre coppe | Altre coppe | Altre coppe | Totale | Totale |
| Stagione          | Squadra             | Comp              | Pres       | Reti       | Comp            | Pres            | Reti            | Comp               | Pres               | Reti               | Comp        | Pres        | Reti        | Pres   | Reti   |
| ----------------- | ------------------- | ----------------- | ---------- | ---------- | --------------- | --------------- | --------------- | ------------------ | ------------------ | ------------------ | ----------- | ----------- | ----------- | ------ | ------ |
| 2010-2011         | Porto               | PL                | 12         | 0          | CP+CdL          | 2+2             | 0               | UEL                | 8                  | 1                  | SP          | 0           | 0           | 24     | 1      |
| 2011-gen. 2012    | Porto               | PL                | 8          | 0          | CP+CdL          | 1+2             | 0               | UCL                | 2                  | 0                  | SP+SU       | 1+1         | 0           | 15     | 0      |
| Totale Porto      | Totale Porto        | Totale Porto      | 20         | 0          |                 | 7               | 0               |                    | 10                 | 1                  |             | 2           | 0           | 39     | 1      |
| 2012              | Grêmio              | PD/RS+A           | 12+33      | 1+2        | CB              | 9               | 0               | CL                 | 6                  | 0                  | -           | -           | -           | 60     | 3      |
| 2013              | Grêmio              | PD/RS+A           | 11+31      | 0          | CB              | 6               | 1               | CL                 | 10                 | 0                  | -           | -           | -           | 58     | 1      |
| Totale Grêmio     | Totale Grêmio       | Totale Grêmio     | 23+64      | 1+2        |                 | 15              | 1               |                    | 16                 | 0                  |             | -           | -           | 118    | 4      |
| 2014              | San Paolo           | A1/SP+A           | 7+33       | 1+3        | CB              | 5               | 0               | CS                 | 7                  | 0                  | -           | -           | -           | 52     | 4      |
| 2015              | San Paolo           | A1/SP+A           | 7+8        | 0+2        | CB              | 0               | 0               | CL                 | 8                  | 0                  | -           | -           | -           | 23     | 2      |
| Totale San Paolo  | Totale San Paolo    | Totale San Paolo  | 14+41      | 1+5        |                 | 5               | 0               |                    | 15                 | 0                  |             | -           | -           | 75     | 6      |
| 2015-2016         | Fenerbahçe          | SL                | 31         | 1          | TK              | 5               | 1               | UCL+UEL            | 2+10               | 0+2                | -           | -           | -           | 48     | 4      |
| 2016-2017         | Fenerbahçe          | SL                | 30         | 5          | TK              | 5               | 1               | UCL+UEL            | 2+8                | 0+1                | -           | -           | -           | 45     | 7      |
| 2017-2018         | Fenerbahçe          | SL                | 33         | 3          | TK              | 5               | 1               | UEL                | 3                  | 0                  | -           | -           | -           | 41     | 4      |
| ago. 2018         | Fenerbahçe          | SL                | 2          | 1          | TK              | 0               | 0               | -                  | -                  | -                  | -           | -           | -           | 2      | 1      |
| Totale Fenerbahçe | Totale Fenerbahçe   | Totale Fenerbahçe | 96         | 10         |                 | 15              | 3               |                    | 25                 | 3                  |             | -           | -           | 136    | 16     |
| 2018-2019         | Al-Ahli             | SPL               | 15         | 1          | KC              | 1               | 0               | ACL                | 2                  | 0                  | -           | -           | -           | 18     | 1      |
| 2019-2020         | Al-Ahli             | SPL               | 19         | 0          | KC              | 3               | 0               | ACL                | 1                  | 0                  | -           | -           | -           | 23     | 0      |
| Totale Al-Ahli    | Totale Al-Ahli      | Totale Al-Ahli    | 34         | 1          |                 | 4               | 0               |                    | 3                  | 0                  |             | -           | -           | 41     | 1      |
| 2020-2021         | Beşiktaş            | SL                | 33         | 2          | TK              | 4               | 0               | -                  | -                  | -                  | -           | -           | -           | 37     | 2      |
| 2021-2022         | Beşiktaş            | SL                | 32         | 5          | TK              | 2               | 0               | UCL                | 5                  | 0                  | ST          | 1           | 0           | 40     | 5      |
| 2022-gen.2023     | Beşiktaş            | SL                | 10         | 1          | TK              | 0               | 0               | -                  | -                  | -                  | -           | -           | -           | 10     | 1      |
| Totale Beşiktaş   | Totale Beşiktaş     | Totale Beşiktaş   | 75         | 8          |                 | 6               | 0               |                    | 5                  | 0                  |             | 1           | 0           | 87     | 8      |
| 2023              | Beijing Guoan       | CSL               | 20         | 4          | CC              | 0               | 0               | -                  | -                  | -                  | -           | -           | -           | 20     | 4      |
| gen.- giu.2024    | İstanbul Başakşehir | SL                | 4          | 0          | TK              | 1               | 0               | -                  | -                  | -                  | -           | -           | -           | 5      | 0      |
| Totale carriera   | Totale carriera     | Totale carriera   | 391        | 32         |                 | 53              | 4               |                    | 74                 | 4                  |             | 3           | 0           | 521    | 40     |

### Cronologia presenze e reti in nazionale
| Cronologia completa delle presenze e delle reti in nazionale ― Brasile | Cronologia completa delle presenze e delle reti in nazionale ― Brasile | Cronologia completa delle presenze e delle reti in nazionale ― Brasile | Cronologia completa delle presenze e delle reti in nazionale ― Brasile | Cronologia completa delle presenze e delle reti in nazionale ― Brasile | Cronologia completa delle presenze e delle reti in nazionale ― Brasile | Cronologia completa delle presenze e delle reti in nazionale ― Brasile | Cronologia completa delle presenze e delle reti in nazionale ― Brasile |
| Data                                                                   | Città                                                                  | In casa                                                                | Risultato                                                              | Ospiti                                                                 | Competizione                                                           | Reti                                                                   | Note                                                                   |
| ---------------------------------------------------------------------- | ---------------------------------------------------------------------- | ---------------------------------------------------------------------- | ---------------------------------------------------------------------- | ---------------------------------------------------------------------- | ---------------------------------------------------------------------- | ---------------------------------------------------------------------- | ---------------------------------------------------------------------- |
| 14-10-2014                                                             | Singapore                                                              | Giappone                                                               | 0 – 4                                                                  | Brasile                                                                | Amichevole                                                             | -                                                                      | 72’                                                                    |
| 26-03-2015                                                             | Saint-Denis                                                            | Francia                                                                | 1 – 3                                                                  | Brasile                                                                | Amichevole                                                             | -                                                                      | 86’                                                                    |
| 29-03-2015                                                             | Londra                                                                 | Brasile                                                                | 1 – 0                                                                  | Cile                                                                   | Amichevole                                                             | -                                                                      | 60’                                                                    |
| Totale                                                                 |                                                                        | Presenze                                                               | 3                                                                      |                                                                        | Reti                                                                   | 0                                                                      |                                                                        |

## Palmarès

### Club

#### Competizioni nazionali
- Campeonato Brasileiro Série B: 1

Vasco da Gama: 2009
- Campionato portoghese: 1

Porto: 2010-2011
- Coppa di Portogallo: 1

Porto: 2010-2011
- Supercoppa di Portogallo: 2

Porto: 2010, 2011
- Campionato turco: 1

Beşiktaş: 2020-2021
- Coppa di Turchia: 1

Beşiktaş: 2020-2021
- Supercoppa di Turchia: 1

Beşiktaş: 2021

#### Competizioni internazionali
- UEFA Europa League: 1

Porto: 2010-2011